# Fragment (În vale văd căscioara cu streașină de brad)
Fragment  este o poezie scrisă de George Coșbuc. A fost publicată în volumul Fire de tort. Coșbuc a mai scris o poezie cu același titlu Fragment (Ea nu-i închide ușa, nu-l prinde de vestmânt) (publicată în Balade și idile) și poezia Fragment epic publicată în Cântece de vitejie.

## Analiză
Sonoritatea versului acestei poezii este eminesciană:
„În vale văd căscioara cu streașină de brad; 
Aud, tîrziu prin noapte, pîraiele ce cad  
Cu vuiet de pe dealuri; și-ntinsele păduri  
În cor își cîntă doina, cu zeci de mii de guri.  
Acum un trăsnet frînge cu hohot repetat  
Un brad din fața casei.”
Pretextul exterior are o prezență deosebită, dar acesta nu copleșește complet reacția individuală, tresărirea unui suflet de copil care contemplează spectacolul dezlănțuit și grandios al forțelor naturii.

## Legături externe
- Textul integral al poeziei.